# Holländerwindmühle Turnow
Die Holländerwindmühle Turnow ist eine ehemalige Holländerwindmühle auf dem Galgenberg im Ortsteil Turnow der Gemeinde Turnow-Preilack im Landkreis Spree-Neiße in Brandenburg. Die Windmühle ist ein eingetragenes Baudenkmal in der Denkmalliste des Landes Brandenburg. Die Mühle kann auf Anfrage besichtigt werden.

## Geschichte und Architektur

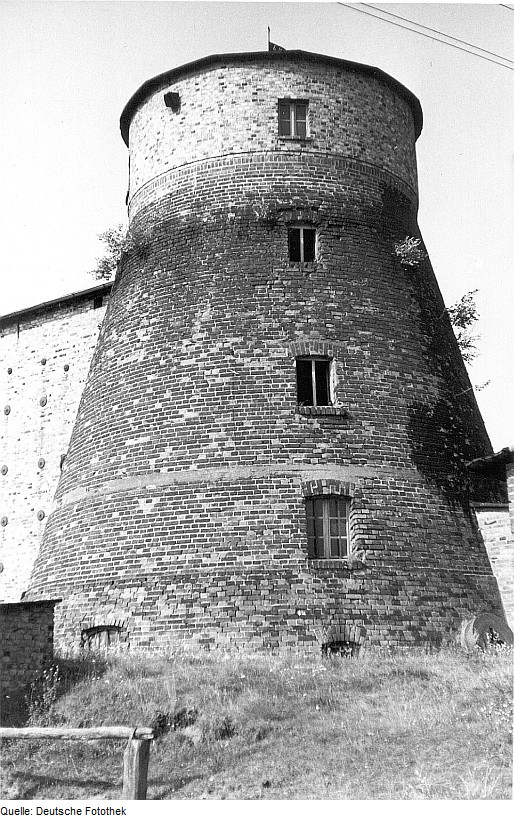
Turm der Windmühle (1972)

Am Standort an der Straße zwischen Drehnow und Peitz wurde 1845 eine Bockwindmühle aus Holz gebaut, die nur vier Jahre später durch einen Brand zerstört wurde. Deren Nachfolgebau brannte 1858 ebenfalls nieder, daraufhin wurde die heutige Holländerwindmühle gebaut. Damaliger Mühlenmeister war der Peitzer Hermann Richter, geplant und gebaut wurde die Mühle durch den Mauermeister Deutschmann und den Zimmermeister Legler. Im Jahr 1870 wurde die Mühle um ein Sägewerk erweitert. In der Windmühle wurde Mehl zur Versorgung der umliegenden Bäckereien gemahlen. Von 1879 an wurde die Windmühle Turnow neben Windkraft auch durch eine Dampfmaschine angetrieben, für die nördlich vor dem Mühlenturm ein Maschinenhaus gebaut wurde.
Die Kraftübertragung erfolgte durch ein Getriebe auf der Flügelwelle auf eine vertikale Königswelle. Nach mehreren Besitzerwechseln befindet sich die Mühle seit 1894 im Besitz der Familie Dubrau. 1936 wurde die Mühle an das elektrische Stromnetz angeschlossen und zu einer Motormühle umgebaut, der Antrieb durch Wind- und Dampfkraft wurden danach eingestellt. Ab 1939 kam es zum Anbau des Getreidesilos. Nach der Einstellung des Betriebes im Jahr 1976 wird die Mühle für touristische Zwecke genutzt, bis 2011 wurde noch gelegentlich bzw. auf Nachfrage in der Mühle Futter geschrotet.
Die Mühle hat einen konischen Mühlenturm aus Ziegelmauerwerk. Den Abschluss bildete ursprünglich eine drehbare Haube mit einem Flügelkreuz. Die Haube und die Flügel wurden 1936, kurz nach der Umstellung auf Motorbetrieb, demontiert. Auf dem Mühlenstumpf ist ein zylinderförmiges Dachgeschoss mit flachem Dach aufgemauert. An der Südwand liegt ein Getreidesilo mit fünf Kammern auf rechteckigem Grundriss. Im Inneren ist die Turnower Windmühle in Sichterboden, Elevatorboden, Mahlboden, Schrotgang und Mehlboden gegliedert. Der Mehlboden ist teilweise in den Mühlenberg eingebaut, dort befinden sich die Absackvorrichtung und die Schaltanlage für den Elektromotor.